# Anläggningar vid olympiska vinterspelen 2010
Vid de olympiska vinterspelen 2010 som arrangerades 12-28 februari 2010 användes 9 arenor tävlingarna.

## Arenor i Vancouver

### Canada Hockey Place
Publikkapacitet
18 630
Arenan användes för följande sporter
- Ishockey

### Vancouver Olympic/Paralympic Centre
Publikkapacitet
6 000
Arenan användes för följande sporter
- Curling

### Pacific Coliseum
Publikkapacitet
14 239
Arenan användes för följande sporter
- Konståkning
- Short track

### UBC Thunderbird Arena
Publikkapacitet
7 200
Arenan användes för följande sporter
- Ishockey

## Arenor i Whistler

### The Whistler Sliding Centre
Publikkapacitet
12 000
Arenan användes för följande sporter
- Bob
- Rodel
- Skeleton

### Whistler Creekside
Publikkapacitet
7 600
Arenan användes för följande sporter
- Alpin skidåkning

### Whistler Olympic Park
Publikkapacitet
36 000 (12 000 - skidskytte; 12 000 - längdskidåkning; 12 000 - backhoppning)
Arenan användes för följande sporter
- Backhoppning
- Längdskidåkning
- Nordisk kombination
- Skidskytte

## Arenor i Richmond

### Richmond Olympic Oval
Publikkapacitet
8 000
Arenan användes för följande sporter
- Hastighetsåkning på skridskor

## Arenor i West Vancouver

### Cypress Mountain
Publikkapacitet
8 000
Arenan användes för följande sporter
- Freestyle
- Snowboard